# EFP-Battlegroup Estonia

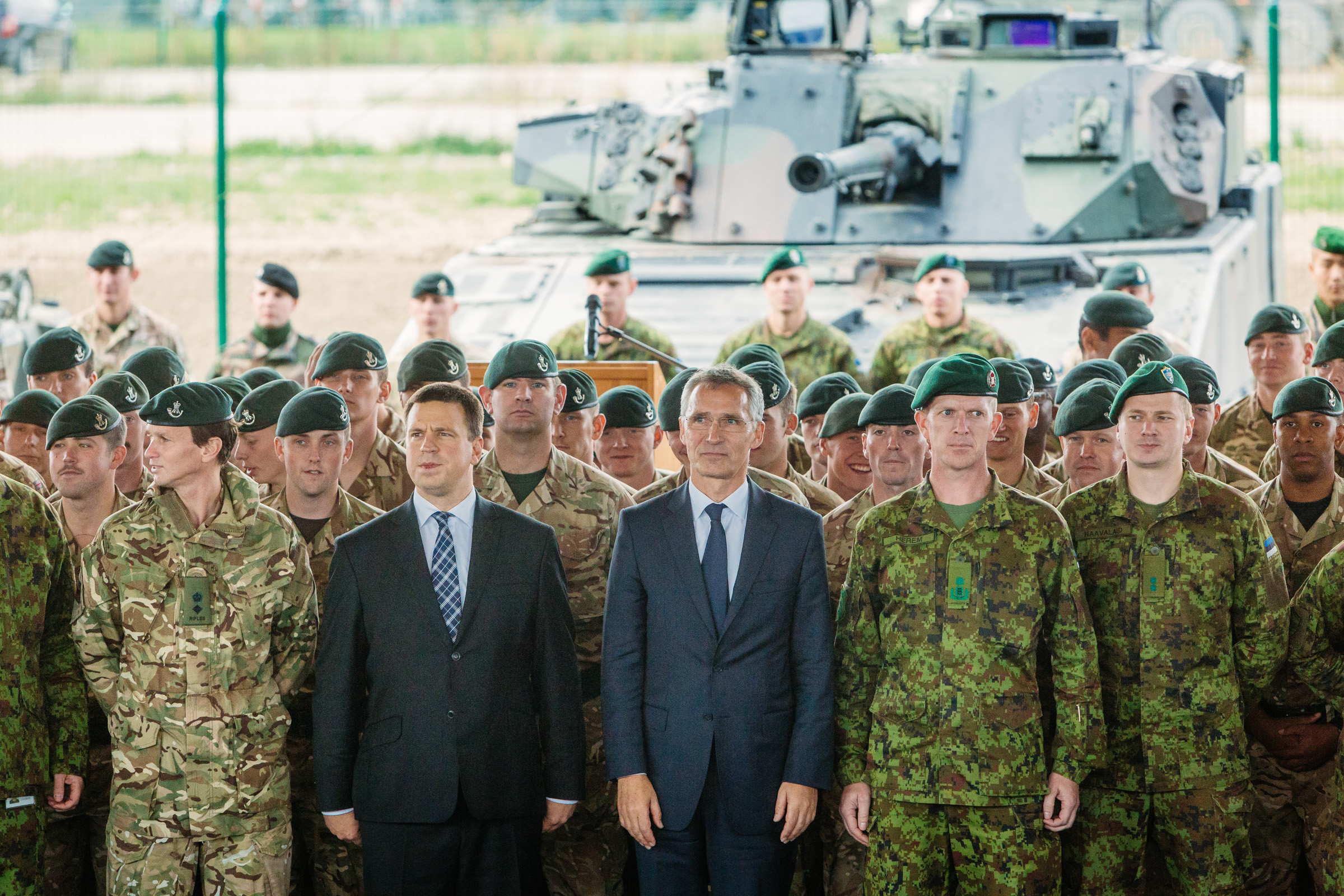
Pressetermin der NATO-Einheiten mit den estnischen Streitkräften im September 2017 in Tapa

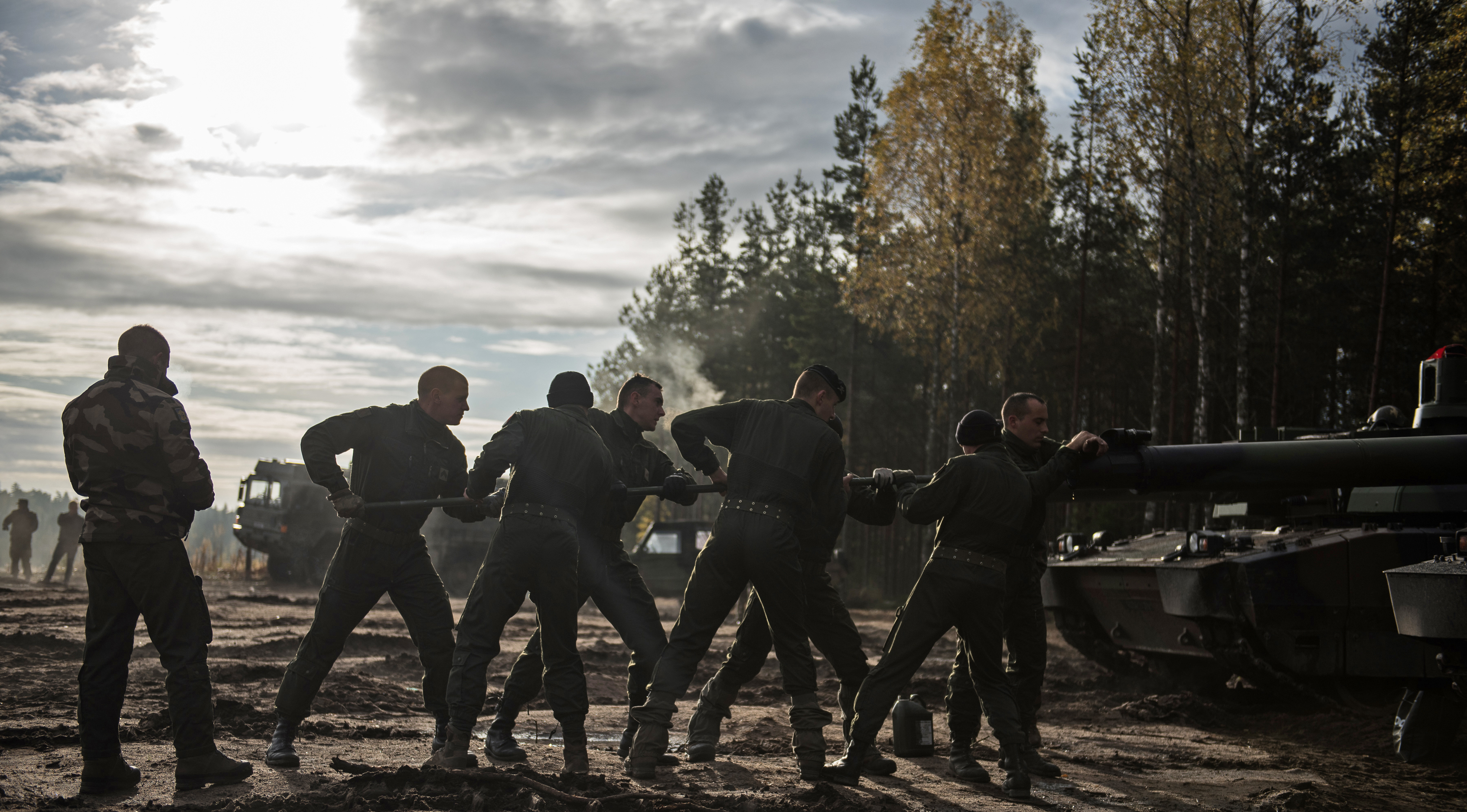
Britische Soldaten mit Kampfpanzer Challenger 2 während einer Übung im Rahmen der Enhanced Forward Presence im Oktober 2017

Die EFP-Battlegroup Estonia ist der Kampfverband der Nordatlantikpakt-Organisation (NATO) in Estland. Sie erreicht eine Größe von bis zu 1.700 Soldaten. Der Kampfverband steht unter der Führung Großbritanniens. Weitere Truppenteile werden vor allem von Frankreich und Dänemark gestellt. Frankreich beteiligt sich seit April 2017 mit 300 Soldaten, darunter auch Fremdenlegionäre.

## Geschichte
Der Aufbau der Battlegroup geschah im Rahmen der von der Allianz beschlossenen NATO Enhanced Forward Presence (eFP). Damit sollte den baltischen Ländern und Polen die Unterstützung des Bündnisses versichert werden und eine Abschreckung gegenüber Russland deutlich werden. In allen vier Ländern wurde ab 2017 eine NATO-Battlegroup aufgebaut.
Die eFP wurde beim Bündnisgipfel im Juli 2016 beschlossen. Die „Führungsnationen“ sind Deutschland in Litauen, Großbritannien in Estland, die USA in Polen und Kanada in Lettland. Russland sieht die Truppenstationierung der eFP als Provokation.
Nachdem Großbritannien zunächst rund 500 Soldaten entsenden wollte, stockte das Verteidigungsministerium im Oktober 2016 die Zahl auf 800 auf. Damit wurde die Mission für das Vereinigte Königreich die größte Militäroperation an der russischen Grenze seit dem Ende des Kalten Krieges.
Nach dem NATO-Gipfel in Madrid 2022 wurde die Einheit schrittweise vergrößert. Nachdem ihr Kommandeur ab 2017 immer den Rang eines Oberst innegehabt hatte, wurde 2023 erstmals ein Brigadier der Befehlshaber, zu diesem Zeitpunkt war sie bereits über 1000 Mann stark. Es ist geplant, die Battle Group mittelfristig zu einer Brigade anwachsen zu lassen.

## Stationierung
Das Bataillon ist im Stützpunkt Tapa, rund 120 km von der Grenze zu Russland entfernt, stationiert. Parallel zum Aufbau und Aufwuchs der Battlegroup wurde die Basis in den Jahren nach 2016 kontinuierlich erweitert.